# Isaac Promise
Isaac Promise (Zaria, 2 december 1987 – Austin (Texas), 2 oktober 2019) was een Nigeriaans profvoetballer die bij voorkeur als aanvaller speelde.

## Clubcarrière
Promise begon in Nigeria bij Grays International en werd in 2005 prof bij Gençlerbirliği SK, dat hij in 2008 verruilde voor Trabzonspor. Dat verhuurde hem in 2009 aan Manisaspor, dat hem een jaar later definitief overnam. Promise speelde vervolgens voor Antalyaspor en Al-Ahli in Saoedi-Arabië. Hij verruilde in augustus 2015 Balıkesirspor voor Mersin İdmanyurdu. Daar kwam hij niet aan bod en nadat hij in Turkije nog voor Kardemir Karabükspor en Giresunspor speelde, ging Promise medio 2018 naar de Verenigde Staten waar hij eerst in de National Premier Soccer League voor Georgia Revolution en vanaf 2019 voor Austin Bold in de USL Championship speelde. 

## Interlandcarrière
Promise nam deel aan het wereldkampioenschap voetbal onder 17 - 2003. Hij verloor met Nigeria de finale van het wereldkampioenschap voetbal onder 20 - 2005 dat in Nederland gespeeld werd. Met Nigeria won hij het Afrikaans kampioenschap voetbal onder 20 - 2005. Promise was aanvoerder van de nationale selectie op de Olympische Zomerspelen 2008 waar Nigeria een zilveren medaille won.  

## Overlijden
Promise overleed op 2 oktober 2019 onverwacht in de Verenigde Staten.